# Ԑ
La ze invertida (Ԑ ԑ; cursiva: Ԑ ԑ) es una letra del alfabeto cirílico. Su forma es una letra ze invertida (З з З з). Se asemeja a las letras épsilon latina (Ɛ ɛ) y griega (Ε ε), así como una forma manuscrita de la E latina mayúscula y la letra ye, pero tiene orígenes diferentes de ellos. Se agregó al estándar Unicode 5.0, pero sigue siendo poco común en la mayoría de las fuentes cirílicas.
Se utiliza en el idioma enets. En ese idioma representa /æ/. Se pensaba que se había utilizado en el idioma janty, pero resulta que no hay ninguna prueba de que se use en ese idioma. no debe confundirse con Ɛ o con La ε en minúsculas o con La ع o con La غ

## Códigos de computación
| Carácter      | Ԑ                                     | Ԑ                                     | ԑ                                     | ԑ                                     |
| ------------- | ------------------------------------- | ------------------------------------- | ------------------------------------- | ------------------------------------- |
| Unicode       | LETRA MAYÚSCULA CIRÍLICA ZE INVERTIDA | LETRA MAYÚSCULA CIRÍLICA ZE INVERTIDA | LETRA MINÚSCULA CIRÍLICA ZE INVERTIDA | LETRA MINÚSCULA CIRÍLICA ZE INVERTIDA |
| Codificación  | decimal                               | hex                                   | decimal                               | hex                                   |
| Unicode       | 1296                                  | U+0510                                | 1297                                  | U+0511                                |
| UTF-8         | 212 144                               | D4 90                                 | 212 145                               | D4 91                                 |
| Ref. numérica | &#1296;                               | &#x510;                               | &#1297;                               | &#x511;                               |